# Ludovico Zuccolo

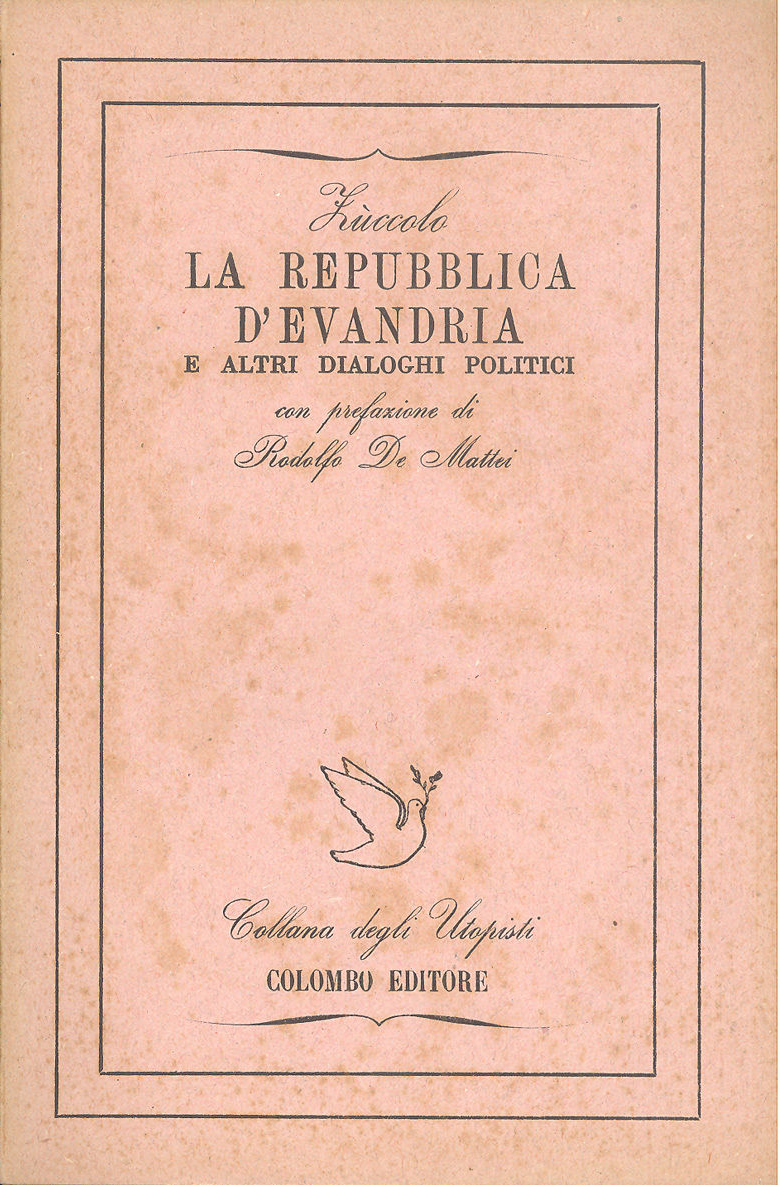
Copertina de La repubblica d'Evandria (1625) di Ludovico Zuccolo. Edizione del 1944.

Ludovico Zuccolo detto "il Picentino" (Faenza, 18 settembre 1568 – Faenza, 1630) è stato uno scrittore e politico italiano.

## Biografia
Ludovico Zuccolo nacque a Faenza il 18 settembre 1568. Fu chiamato "il Picentino" perché visse per nove anni alla corte d'Urbino.
Scrisse varie opere, fra le quali un Discorso della ragione del numero del verso italiano (Venezia 1623), dove afferma il principio dell'unificazione dell'accento e della quantità nella poesia, dei Dialoghi (Venezia 1625), il più notevole dei quali è Belluzzo ovvero della città felice (ristampato a Bologna, 1930) dove lo Zuccolo, che critica L'Utopia di Tommaso Moro, delinea uno stato ideale, celebrando nel contempo la libertà della repubblica di San Marino. In altri dei Dialoghi, poi, egli mette in luce il rapporto che corre tra ripartizione della ricchezza e aumento della popolazione e sostiene che alle difficoltà inerenti al rapido crescere di quest'ultima può efficacemente rimediarsi solo attraverso una perequata distribuzione della prima. Ma lo scritto più importante dello Zuccolo è il breve trattato Della ragione di stato, compreso - come oracolo XI - nelle sue Considerazioni politiche e morali sopra cento oracoli d'illustri personaggi antichi (Venezia 1621; rist., a parte, da Benedetto Croce in La Critica, XXV [1927], pp. 117-128, e, nuovamente in Politici e moralisti del Seicento, Bari 1930, pp. 25-41): in esso lo Zuccolo, studiando il problema dell'autonomia della politica, perviene ad affermazioni che ne fanno il più notevole, forse, fra i pensatori politici di quel periodo.
Il racconto utopico La repubblica d'Evandria (contenuto nei Dialoghi, 1625) è considerato, assieme ad altre opere rinascimentali dello stesso genere, come una delle opere precorritrici della fantapolitica nell'ambito della fantascienza italiana.

## Opere (selezione)
- Ludovico Zuccolo, Considerationi politiche e morali sopra cento oracoli d'illustri personaggi antichi, Venezia, presso Marco Ginami, 1621.
- Ludovico Zuccolo, Discorso delle ragioni del numero del verso italiano, Venezia, appresso Marco Ginami, 1623.
- Ludovico Zuccolo, Dialoghi, (contiene La repubblica d'Evandria), Venezia, appresso Marco Ginammi, 1625.